# David Maurice Joseph Mathieu de La Redorte
Grof David Maurice Joseph Mathieu de La Redorte, francoski general, * 20. februar 1768, † 1. marec 1833.

## Življenjepis
1. aprila 1783 je vstopil v švicarski kadetski polk de Meuron, ki je služboval pod Vzhodnoindijskim podjetjem v Indiji. Od 3. oktobra 1786 je bil pripadnik francoske legije Luksemburga; tu je bil 30. decembra 1786 povišan v drugega poročnika. 
Leta 1789 se je vrnil v Francijo in bil odpuščen iz redne vojaške službe; postal je major nacionalne garde Saint-Afriqueja. Pridružil se je tudi Prijateljem ustave Saint-Afriqueja; med 28. oktobrom in 30. decembrom 1791 je bil predsednik, nato tajnik in od 8. marca 1792 ponovno predsednik tega društva. 
25. junija 1792 je bil aktiviran v 1. dragonski polk, kjer je bil njegov stric polkovnik. 8. avgusta istega leta je postal njegov pribočnik. V več bitkah v Franciji, na Nizozemskem in v Italiji se je izkazal, tako da je bil 9. septembra 1798 povišan v brigadnega generala in naslednje leto še v generalmajorja. Za zasluge pri poveljevanju več divizijam je bil leta 1804 povzdignjen v grofa cesarstva.
Leta 1810 je postal guverner Barcelone in Spodnje Katalonije. Po vrnitvi v Francijo 2. novembra 1813 je 7. januarja 1814 postal načelnik štaba Josepha Bonaparteja, s katerim je služil med obrambo Pariza. Maja istega leta je bil imenovan za generalnega inšpektorja pehote 20. in 12. vojaške divizije; kljub temu da je deloval proti Napoleonu, ga je slednji ponovno uporabil med njegovo stodnevno kampanjo. 
Upokojil se je 4. avgusta 1815, a je bil že 23. oktobra reaktiviran in imenovan za poveljnika 19. vojaške divizije v Lyonu. Dokončno se je upokojil 8. januarja 1831.